# John Fitzwalter, 3. Baron Fitzwalter
John Fitzwalter, 3. Baron Fitzwalter (nach anderer Zählung auch 2. Baron Fitzwalter) (* um 1315; † 18. Oktober 1361) war ein englischer Adliger.
John Fitzwalter entstammte der Adelsfamilie Fitzwalter. Er war möglicherweise das einzige Kind von Robert Fitzwalter, 2. Baron Fitzwalter und von dessen Frau Joan Multon (1304–1363). Sein Vater starb bereits 1328, als John noch minderjährig war. John wuchs in der Obhut seiner Mutter auf, bis er 1336 volljährig wurde und sein Erbe antreten konnte. Da seine Mutter neben ihrer eigenen Herrschaft Egremont als Witwe seines Vaters Anspruch auf ein Wittum von einem Drittel von dessen Güter hatte, war Johns Erbe stark geschmälert. Fitzwalter war ein gewalttätiger Mann, der zunächst mit Unterbrechungen während des Hundertjährigen Kriegs in Frankreich kämpfte. Dort lernte er die beiden berüchtigten Ritter Lionel Bradenham und Robert Marney aus Essex kennen. Zurück in Essex, begann Fitzwalter Streitigkeiten mit seinen adligen Nachbarn, die zu fehdeartigen Raubzügen und Überfällen auswuchsen. Als einige Bürger aus Colchester angeblich in seinen Jagdpark in Lexden eingedrungen waren, belagerte Fitzwalter mit Bradenham und Marney die Stadt. Über diese Vergehen erbost, ließ ihn König Eduard III. vor Gericht stellen, Fitzwalters Besitz beschlagnahmen und ihn zeitweise im Tower of London inhaftieren. Erst gegen eine hohe Strafe von £ 847, die er in Raten zahlen durfte, kam Fitzwalter wieder frei und erhielt seinen Besitz zurück. Trotz seiner Vergehen nahm Fitzwalter mehrmals als Baron FitzWalter an den Parlamenten und an königlichen Ratsversammlungen teil. Dagegen bekleidete er nie ein öffentliches Amt.
Fitzwalter hatte vor 1340 Eleanor Percy († um 1361) geheiratet, eine Tochter von Henry Percy, 2. Baron Percy und von Idonea de Clifford. Mit ihr hatte er mindestens zwei Kinder:
- Walter Fitzwalter, 4. Baron Fitzwalter (1345–1386);
- Alice Fitzwalter († 1401) ⚭ Aubrey de Vere, 10. Earl of Oxford.

Sein Erbe wurde sein Sohn Walter.